# Niko Rittenau
Nikolaus Rittenau (* 26. März 1991 in Kärnten, Österreich) ist ein österreichischer Ernährungsberater, Autor, Influencer, Viehzüchter und Geschäftsführer der Beyond Food GmbH, zu welcher mehrere Firmen mit Schwerpunkt auf Nahrungsergänzungsmittel gehören. Bekanntheit erlangte er in Deutschland, Österreich und der Schweiz durch das Buch Vegan-Klischee ade! , das 2020 zum Bestseller wurde.

## Leben und Wirken
Niko Rittenau schloss 2010 eine HTL-Ausbildung als Touristikkaufmann an der privaten Kärntner Tourismusschule mit der Matura ab. Danach arbeitete Rittenau als Koch. Bereits damals konzentrierte er sich auf pflanzliche Küche. Anschließend leistete er den Zivildienst ab. In Wien studierte er ein Semester lang Unternehmensführung. Dort kam er das erste Mal mit der veganen Bewegung in Kontakt.
2013 zog er ins Ausland. Im selben Jahr begann er, sich pflanzenbasiert zu ernähren. Nach einem Praktikum in Berlin entschied er sich, Ernährungsberatung an der Deutschen Hochschule für Prävention und Gesundheitsmanagement (DHfPG) in Saarbrücken zu studieren. Dort absolvierte er das Bachelorstudium Ernährungsberatung.
Im Jahr 2018 veröffentlichte Rittenau das Buch Vegan-Klischee ade!, welches später zum Spiegel-Bestseller wurde. Im Anschluss war er regelmäßig auf Tour, bei der er Vorträge auf verschiedenen Veranstaltungen hielt und ein Seminarprogramm zu veganer Ernährung anbietet.
Im Jahr 2020 schloss er das weiterbildende berufsbegleitende Masterstudium "Mikronährstofftherapie & Regulationsmedizin (MMA)"an der privaten Fachhochschule des Mittelstandes (FHM) in Bielefeld ab. Beide Fachgebiete werden der Alternativmedizin zugerechnet. Zu den Studieninhalten gehören unter anderem Ernährungsmedizin und Marketing im Gesundheitswesen.
Im Februar 2020 erschien das Kochbuch Vegan-Klischee ade! Das Kochbuch von Sebastian Copien und Niko Rittenau.
2021 wurde das Buch "Vegan ist Unsinn!" Populäre Argumente gegen den Veganismus und wie man sie entkräftet veröffentlicht, das von Rittenau, Patrick Schönfeld ("Der Artgenosse") und Ed Winters verfasst wurde.
Rittenau ist Geschäftsführer der Beyond Food GmbH, zu welcher die Firmen Watson Nutrition, Hopkins Formulations und Keimster gehören und die ihren Sitz in Liechtenstein hat.
Nach eigenen Angaben hat er für Dutzende Unternehmen Produktentwicklungen konzipiert.
Rittenau ist Initiator des Projekts "Maranhof". Dabei arbeitet er mit Landwirten zusammen, die Hühner der Rassen Marans und Bresse für die Eier- und Fleischproduktion halten. Rittenau spricht dabei von "tierwohloptimierten Eiern". Beteiligt sind mehrere Höfe, etwa in der Steiermark und in Oberösterreich. Welche landwirtschaftlichen Betriebe an dem Projekt genau beteiligt sind, wird aus Angst vor Tierschützern nicht genannt. Es ist unklar, welche Rolle er bei dem Projekt selbst einnimmt. Anfänglich wurden die Produkte über einen Onlineshop vertrieben. Seit 2025 werden sie über gurkerl.at und knuspr.de vertrieben. Auch werden mehrere Restaurants beliefert.
In einem Newsletter von Jänner 2024 kündigte Rittenau an, ein veganes Restaurant namens "Lara" in Wien eröffnen zu wollen. Dabei würde er sich mit dem Team des veganen Fine-Dining-Restaurants Jola in Wien zusammentun. Im selben Newsletter spricht er von einem weiteren veganen Gastronomieprojekt in München. Im Mai 2025 sagt er dazu, dass mischköstliche Gaststätten in München und Liechtenstein im Gespräch seien.
2021 erzählte er in einem Interview davon, ein Nomadenleben zu führen. Aktuell lebt Rittenau in Liechtenstein.
Auf seinem YouTube-Kanal wird er unter anderem als ausgebildeter Koch bezeichnet.

## Haltung zu Tierwohl und veganer Ernährung
Seit 2023 steht Niko Rittenau im Mittelpunkt einer Debatte, die aus seiner veränderten Haltung zur veganen Ernährung sowie seines Engagements für artgerechte Tierhaltung resultiert. Bekannt wurde Rittenau als Befürworter der veganen Ernährung. Er spricht davon, "der vegane Posterboy" gewesen zu sein. In früheren Interviews betonte er, dass er aus ethischen Gründen auf tierische Produkte verzichte.
In einem Interview sagte er 2019: "Auf emotionaler Ebene berührt es mich natürlich jedes Mal aufs Neue, wenn ich beispielsweise bei einem Animal Rights March wie vor kurzem in Berlin mitmache und erlebe, wie sich viele tausende Menschen für ein gemeinsames Anliegen versammeln, um Tieren eine Stimme zu geben." Im Februar 2020 sagte er in einem Interview mit dem Magazin Kochen ohne Knochen: "Ich verzichte aus ethischen und nicht aus gesundheitlichen Gründen auf tierische Produkte." Und weiters: "Ich habe [...] kein Problem damit Leuten wieder und wieder zu erklären, dass man rein vegan alle essenziellen Nährstoffe decken kann [...]."
2024 initiierte Rittenau mit dem Maranhof eine eigene, nach seinen Angaben "tierwohloptimierte" Legehennen- und Bruderhahnhaltung. Er begann auch wieder, Eier sowie Fleisch zu konsumieren. Diese Kehrtwende führte zu heftiger Kritik aus der veganen Community, die ihm Inkonsistenz und Aufgabe seiner ethischen Positionen vorwirft. 2025 sagte Patrick Schönfeld, der Co-Autor von "Vegan ist Unsinn!", über Rittenau: "Niko verwendet mittlerweile Argumente, die wir in unserem Buch widerlegt haben".
Einzelne Kritiker und Kritikerinnen werfen ihm unseriösen Umgang mit wissenschaftlichen Quellen vor. Konkret würde er zu viel in vereinzelte Fallberichte hineininterpretieren.
In einigen Medien wird Rittenau als "Ernährungswissenschaftler" bezeichnet. Auch auf seinem Youtube-Kanal sowie den Internetseiten seiner eigenen Firmen wird er als "Ernährungswissenschaftler mit Schwerpunkt auf Mikronährstoffforschung" bezeichnet.
Vor dem Hintergrund seiner Ausbildung und beruflichen Tätigkeit wird infrage gestellt, ob diese Bezeichnung zutrifft. Insbesondere wird auf Interessenskonflikte zwischen dem Befürworten bestimmter Ernährungsweisen und der Position als Geschäftsführer der Firmen Watson Nutrition und Hopkins Formulations hingewiesen, die Nahrungsergänzungsmittel anbieten, deren Einnahme im Rahmen dieser Ernährungsweisen befürwortet wird.

## Bibliographie
- Niko Rittenau: Vegan-Klischee ade! Wissenschaftliche Antworten auf kritische Fragen zu veganer Ernährung. Becker Joest Volk Verlag, erw. Aufl. 2020, ISBN 978-3-95575-096-1.
- Niko Rittenau, Sebastian Copien: Vegan-Klischee ade! Das Kochbuch. Dorling Kindersley, 2020, ISBN 978-3-8310-3885-5.
  - englisch: Niko Rittenau: Healthy Vegan The Cookbook. Vegan Cooking Meets Nutrition Science. Dorling Kindersley, 2021, ISBN 978-0-7440-3417-2.
- Niko Rittenau, Sebastian Copien: Vegan Low Budget. Großer Geschmack zum kleinen Preis, Becker Joest Volk Verlag, 2020, ISBN 978-3-95453-202-5.
- Niko Rittenau, Patrick Schönfeld, Ed Winters: "Vegan ist Unsinn!". Populäre Argumente gegen den Veganismus und wie man sie entkräftet. Becker Joest Volk Verlag, 2021, ISBN 978-3-95453-194-3.
- Niko Rittenau, Sebastian Copien: Vegane Ernährung für Einsteiger: Das wichtigste Basiswissen und schnelle Rezepte, Dorling Kindersley Verlag, 2021, ISBN 978-3-8310-4325-5.